# Hidaya
Hidaya of hidayah (Arabisch: هداية, hidāyah) betekent leiding (door God) of het gidsen, en omvat tevens het concept van gerechtigheid en het ware pad, waarmee het pad van de islam wordt bedoeld; het tegenovergestelde is dalala (dwalende, afkeren van de ware weg). Daarnaast is Hidaya een meisjesnaam.
Gebaseerd op soera De Ommantelde 31 (... Zo laat God dwalen wie Hij wil en leidt wie Hij wil ...) zou beredeneerd kunnen worden dat God slechts hen leidt die bidden om geleid te worden en hen verlaat die niet hierom bidden, maar op basis van de oorspronkelijke Arabische tekst is dit grammaticaal onjuist. Uit islamitisch oogpunt wordt beredeneerd dat hidaya, maar eveneens de dalala, een kwestie is van eigen initiatief en verantwoordelijkheid.